# Mika Lehkosuo
Mika Lehkosuo (Helsinki, 8 januari 1970) is een voormalig profvoetballer uit Finland, die speelde als middenvelder gedurende zijn carrière. Hij is sinds 2014 de hoofdcoach van HJK Helsinki.

## Clubcarrière
Lehkosuo, bijgenaamd Bana, beëindigde zijn actieve loopbaan in 2002 bij de Finse club HJK Helsinki, de club waarmee hij tweemaal landskampioen werd. Hij stapte nadien het trainersvak in. Lehkosuo speelde eveneens profvoetbal in Italië, op huurbasis bij AC Perugia.

## Interlandcarrière
Lehkosuo kwam in totaal 17 keer (één doelpunt) uit voor de nationale ploeg van Finland in de periode 1997-2000. Onder leiding van de Deense bondscoach Richard Møller Nielsen maakte hij zijn debuut op 30 april 1997 in de WK-kwalificatiewedstrijd tegen Noorwegen (1-1) in Oslo. Hij viel in dat duel al na vier minuten in voor Sami Hyypiä.

## Erelijst

### Als speler
HJK Helsinki
- Landskampioen

1997, 2002
- Beker van Finland

1993, 1996, 1998, 2000
- Liigacup

1994, 1996, 1997, 1998

### Als trainer-coach
HJK Helsinki
- Landskampioen

2014, 2017
- Beker van Finland

2014, 2017
- Liigacup

2015